# Persis Solo
Persatuan Sepakbola Indonesia Surakarta, kurz Persis Solo, ist ein Fußballverein aus Surakarta, Indonesien. Der Verein wurde 1923 im damaligen Niederländisch-Indien als Vorstenlandschen Voetbal Bond (VVB) gegründet. 1928 erfolgte dann die Umbenennung in Persis.
Aktuell spielt der Verein in der höchsten Liga des Landes, der Liga 1.

## Erfolge
- Indonesischer Meister (Perserikatan): 1935, 1936, 1939, 1940. 1941, 1942, 1943
- Indonesischer Zweitligameister: 2021/22

## Stadion
Seine Heimspiele trägt der Verein im 20.000 Zuschauer fassenden Manahan-Stadion aus. Das 1989 errichtete Stadion wurde 2018 bis 2019 renoviert und steht seit 2020 Persis wieder als Spielstätte zur Verfügung. In der Zeit der Renovierung musste der Verein ins 75 km entfernte Madiun ausweichen.